# Violet Brinson
Violet Brinson, född den 27 februari 2004 i Austin, Texas är en amerikansk skådespelare.
Brinson har bland annat medverkat i TV-serierna Sharp Objects från 2018 och Walker mellan 2021-2023. Hon har även medverkat i filmen Four Good Days från 2020.

## Filmografi (i urval)
- 2018: Sharp Objects
- 2020: Four Good Days
- 2021-2023: Walker